# Scrophularia altaica
Scrophularia altaica är en flenörtsväxtart som beskrevs av Johan Andreas Murray. Scrophularia altaica ingår i släktet flenörter, och familjen flenörtsväxter. Inga underarter finns listade i Catalogue of Life.